# Белорусија на Летњим олимпијским играма 2012.
Белорусија на Летњим олимпијским играма у Лондону 2012. учествује пети пут као самостална земља. 

## Стрељаштво

### Мушкарци
| Стрелац | Дисциплина                                      | Квалификације | Квалификације | Финале   | Финале | Пласман | Детаљи |
| Стрелац | Дисциплина                                      | Резултат      | Пласман       | Резултат | Укупно | Пласман | Детаљи |
| ------- | ----------------------------------------------- | ------------- | ------------- | -------- | ------ | ------- | ------ |
|         | Стрељаштво на Летњим олимпијским играма 2012. — |               |               |          |        |         | []     |

### Жене
| Стрелац | Дисциплина                                      | Квалификације | Квалификације | Финале   | Финале | Пласман | Детаљи |
| Стрелац | Дисциплина                                      | Резултат      | Пласман       | Резултат | Укупно | Пласман | Детаљи |
| ------- | ----------------------------------------------- | ------------- | ------------- | -------- | ------ | ------- | ------ |
|         | Стрељаштво на Летњим олимпијским играма 2012. — |               |               |          |        |         | []     |